# Resveratrol
Resveratrol ist eine organische Verbindung mit der Summenformel C14H12O3 aus der Gruppe der Polyphenole. Es zählt zu den Phytoalexinen mit antioxidativen Eigenschaften.

## Geschichte und Namensgebung
Die Erstbeschreibung und Benennung als Resveratrol erfolgte in Japan im Jahr 1939 durch Michio Takaoka. Er isolierte die Verbindung aus der Heilpflanze Weißer Germer (Veratrum grandiflorum), die zur Familie der Germergewächse (Melanthiaceae) zählt. Im Jahr 1963 wurde Resveratrol aus den Wurzeln von Reynoutria japonica isoliert. Der Name Resveratrol kann als Kofferwort aufgefasst werden, das aufgrund der chemischen Verwandtschaft aus der ersten Silbe der Bezeichnung von Resorcinolen, dem Gattungsnamen Veratrum und der systematischen Endung „-ol“ für Alkohole zusammengesetzt ist. 1976 gelang der Nachweis von Resveratrol in Weinbeeren.

## Eigenschaften

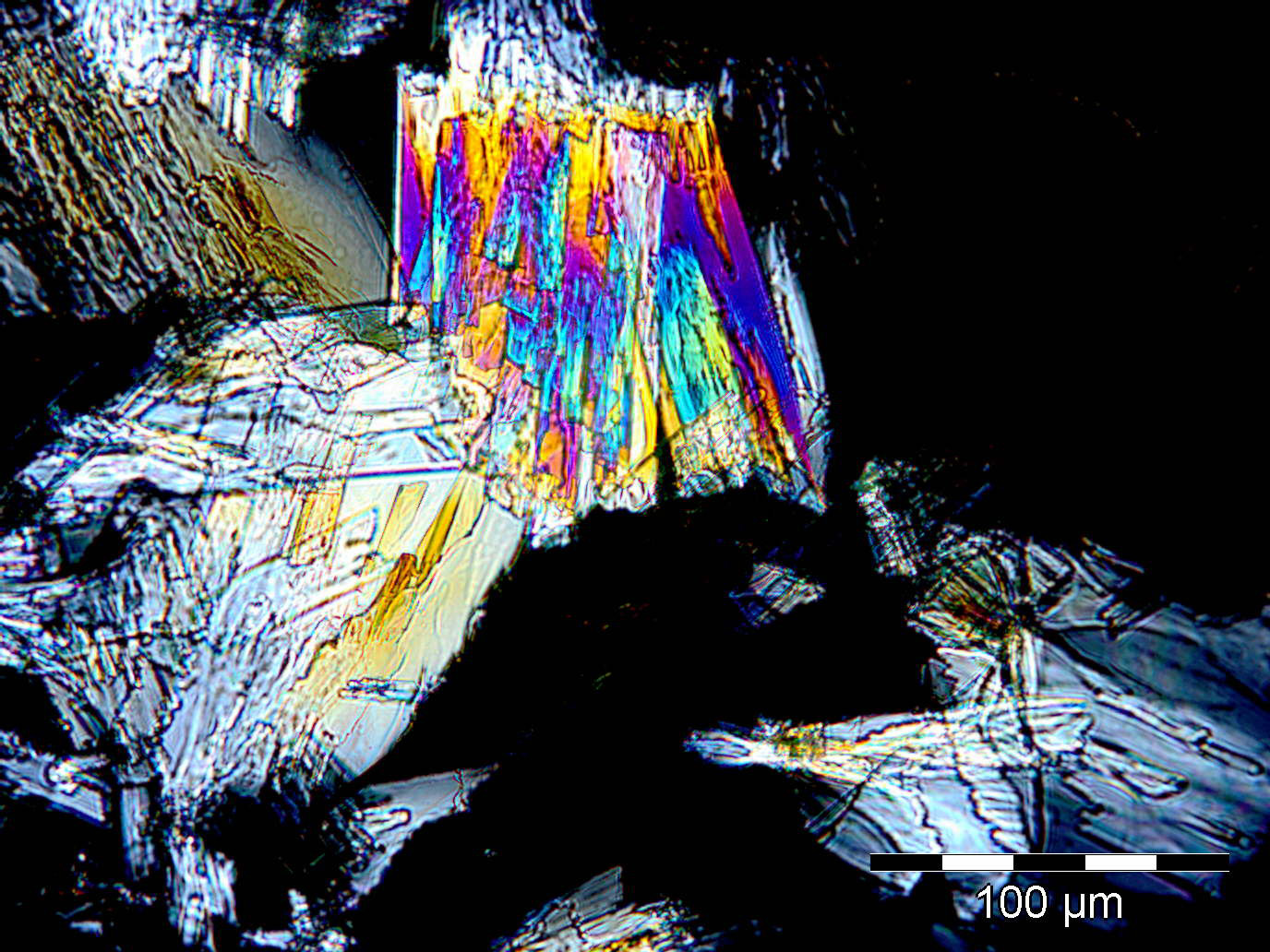
Resveratrolkristalle unter einem Polarisationsmikroskop, mit gekreuzten Polarisatoren

Resveratrol ist ein weißer Feststoff, der in Alkohol und Ölen gut und in Wasser geringer löslich ist. Chemisch gesehen ist Resveratrol ein Stilbenoid, ein Derivat des Stilben. In Pflanzen wird es unter der katalytischen Einwirkung des Enzyms Stilbensynthase produziert.
Das Molekül ist chemisch sehr stabil. In der Haut von Trauben und deren Trester übersteht Resveratrol den alkoholischen Gärungsprozess und lange Lagerzeiten.
Resveratrol kommt als trans- und cis-Isomer vor. Die trans-Form kann unter Einwirkung von UV-Strahlung in die cis-Form umgewandelt werden. trans-Resveratrol ist die stabilere Form der beiden Isomere.

Photoisomerisierung von Resveratrol, links die trans-, rechts die cis-Form

## Vorkommen

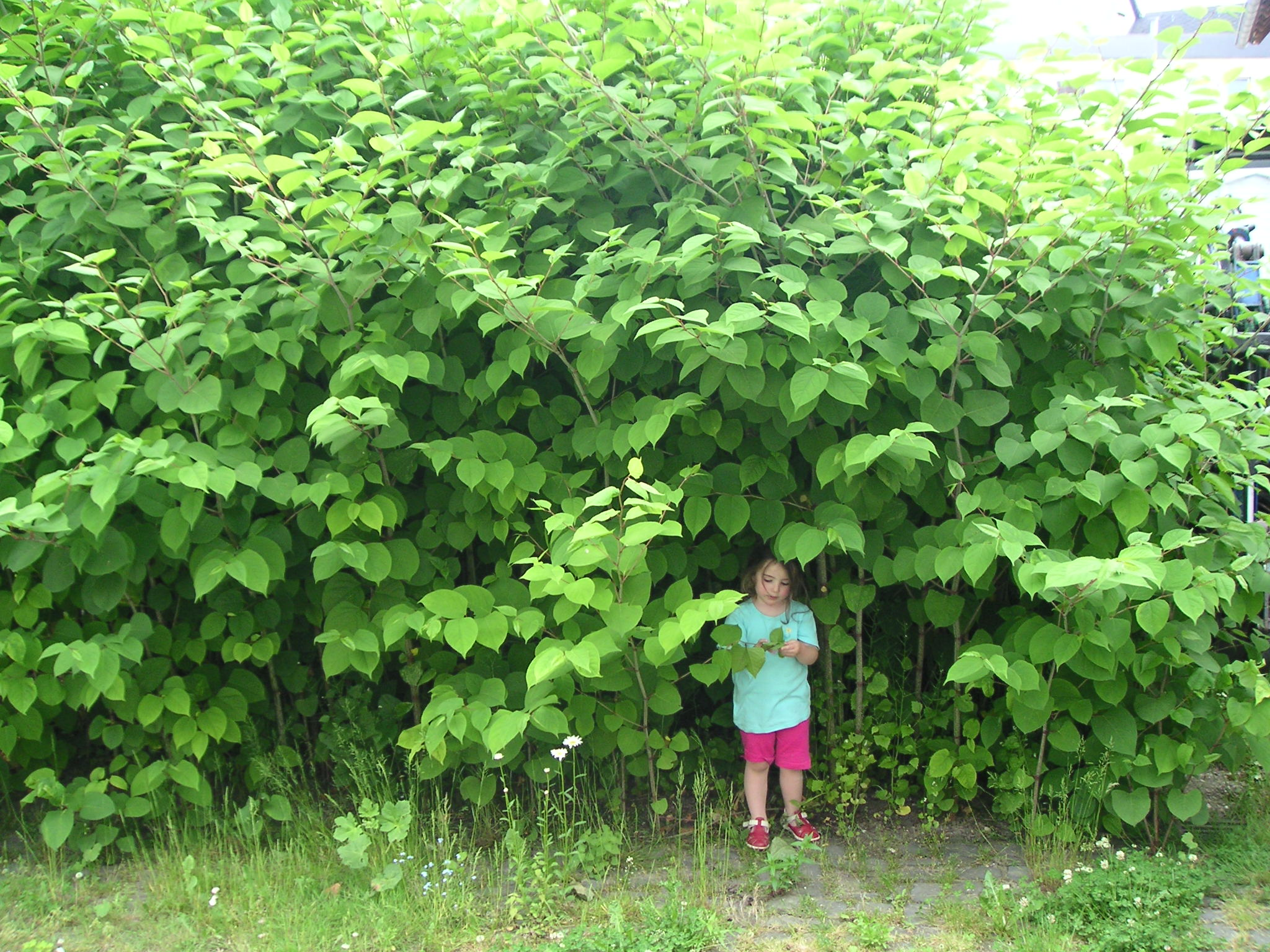
Japanischer Staudenknöterich

In der Natur existieren zwei Isomere des Resveratrols, wobei die trans-Form weitaus häufiger verbreitet ist als die cis-Form. Daneben existieren auch noch die abgeleiteten Glucoside, die auch als Piceide bezeichnet werden.
| Produkt            | Resveratrol (mg pro 100 ml bzw. g) | Resveratrol (mg pro 100 ml bzw. g) |
| Produkt            | Mittelwert                         | Spanne                             |
| ------------------ | ---------------------------------- | ---------------------------------- |
| Preiselbeere       | 3,0                                | 3,0 - 3,0                          |
| Rote Johannisbeere | 1,57                               | 1,7 - 1,75                         |
| Erdbeere           | 0,35                               | 0,35 - 0,35                        |
| Rotwein            | 0,27                               | 0 - 2,78                           |
| Roséwein           | 0,12                               | 0,005 - 0,29                       |
| Weißwein           | 0,04                               | 0,00 - 0,17                        |
| Schaumwein         | 0,009                              | 0,008 - 0,01                       |
| Traubensaft (weiß) | 0,00508                            | 0,00 - 0,01                        |

3-β-D-Glucopyranosid des Resveratrols (Piceid)

Resveratrol findet sich in einer Vielzahl von Pflanzen und pflanzlichen Lebensmitteln, vor allem in der Haut von Weintrauben und Teilen des Rebstocks (Traubenkerne, Stiele, Reben, Wurzeln), in Himbeeren, Maulbeeren, Pflaumen, Erdnüssen und mit dem höchsten Gehalt im Japanischen Staudenknöterich. Bisher wurde Resveratrol in mehr als 70 Pflanzenarten nachgewiesen. In der Regel hat Rotwein produktionsbedingt eine höhere Konzentration an Resveratrol als Weißwein. Besonders hoch ist der Gehalt in Pinot Noir und St. Laurent, unabhängig vom Anbaugebiet. Der Gehalt des Isomers trans-Resveratrol kann bei diesen Rebsorten bis zu 14,3 mg/l betragen. Weißwein und Rosé enthalten niedrigere Konzentrationen an Resveratrol, aber im Verhältnis der Isomere mehr cis-Resveratrol als Rotwein.
In seiner Funktion als Phytoalexin schützt Resveratrol Pflanzen in feuchten Perioden vor Parasiten und Pilzinfektionen. So lässt sich beim Wein eine erhöhte Resveratrolproduktion vor allem bei Befall durch falschen Mehltau oder Botrytis nachweisen, ebenso bei negativen Umwelteinflüssen wie starker UV-Strahlung, Ozonbelastung und der Einwirkung von Toxinen. Dabei wird Resveratrol hauptsächlich in den Blättern und Beerenschalen der Trauben gebildet. Es wird angenommen, dass je nach Belastung des Immunsystems der Pflanzen mehr oder weniger Resveratrol gebildet wird.

## Bedarf
Eine adäquate Tagesdosis (Adequate Intake) wurde für Resveratrol nicht definiert. Außerdem liegen keine Sicherheitsdaten zur längeren Einnahme hoher Dosen vor.

## Wirkung
Bis 2019 hat die über Jahrzehnte hinweg durchgeführte umfangreiche Forschung zu Resveratrol in zahlreichen Labormodellen menschlicher Krankheiten keine Anti-Krankheitswirkung in randomisierten klinischen Studien bei Menschen gezeigt. In der Forschung dazu gab es auch Betrugsfälle. Bekanntes Beispiel ist der Kardiologe Dipak Das, der in den 1990er Jahren zahlreiche Publikationen zur angeblichen herzschützenden Wirkung des Resveratrols gefälscht hatte.
Bioverfügbarkeit
Resveratrol wird an Menschen peroral verabreicht, in relativ kurzer Zeit aber wieder metabolisiert. Seine Wirksamkeit ist zudem aufgrund der geringen Wasserlöslichkeit des Moleküls fraglich. Die Bioverfügbarkeit von Resveratrol ist aufgrund der umfangreichen Glucuronidierung und Sulfatierung des Darmes und der Leber äußert gering ({\displaystyle f<1\%}). Resveratrol wird im Körper weitgehend in Leber und Lunge verstoffwechselt. Verschiedene Ansätze, die Bioverfügbarkeit zu erhöhen, führten bislang nicht zu einer relevanten Erhöhung der Wirksamkeit.

## Analytik
Die qualitative und quantitative Bestimmung erfolgt nach Probenvorbereitung durch Kopplung der HPLC mit der Massenspektrometrie.

## Forschung
Bis 2015 wurden viele spezifische biologische Ziele für Resveratrol identifiziert, darunter NQO2 (allein und in Interaktion mit AKT1), GPER, GSTP1, Estrogenrezeptor-β, CBR1 und Integrin αVβ. Es war damals unklar, ob einer oder alle dieser Faktoren für die beobachteten Effekte in Zellen und Modellorganismen verantwortlich sind. Resveratrol zählt aber zu den Pan-Assay Interference Compounds, die in vielen verschiedenen Laboruntersuchungen falschpositive Ergebnisse liefern. Man nimmt an, dass seine Fähigkeit zu vielfältigen Interaktionen darauf zurückzuführen ist, dass es direkte Auswirkungen auf die Zellmembranen hat.

### Knochen
Resveratrol erhöht die Konzentrationen bestimmter Knochenbiomarker, wie die Serum- und der Knochen-alkalischen Phosphatase, während es auf andere wie Calcium, Osteocalcin oder Kollagen keinen Effekt ausübt.

### Langlebigkeit
Es gibt bislang keine ausreichenden Belege für eine Wirkung von Resveratrol auf die Langlebigkeit beim Menschen, oder Mäusen. Metaanalysen von 2011 und 2012 ergaben nicht genügend Hinweise einer positiven Wirkung auf die Lebenserwartung. Auch die Aufnahme höherer Dosen, die üblicherweise in diätetischen Nahrungsergänzungsmitteln enthalten sind, brachte keine verwertbaren Ergebnisse.

### Krebs
Auch für eine Anti-Krebs-Wirkung von Resveratrol bei Menschen gibt es bislang keine hinreichend belegten klinischen Beobachtungen. Die meisten Studien mit Resveratrol sind in vitro oder tierexperimentell durchgeführt worden, selbst bei letzteren liegen inkonsistente Ergebnisse vor. Aus klinischen Studien an Menschen sind weder Unbedenklichkeit noch Wirksamkeit hinlänglich geprüft und nur in geringem Umfang vorhanden.
Eine postulierte antitumorale Wirkung Resveratrols könnte auf seine Hemmung bei NF-κB zurückzuführen sein, wodurch es in Krebszellen seine überlebensfördernde Wirkung nicht mehr entfalten kann. Die Folge ist die Apoptose der betroffenen Krebszelle. Alternativ könnte Resveratrol die Genexpression des Proteins Bcl-2 senken, welches die entarteten Zellen vor dem Zelltod schützt. Gleichzeitig konnte man eine erhöhte Expression des zelltodfördernden (proapoptotischen) Proteins Bax feststellen.

### Neurologische Studien
Resveratrol wird derzeit auf sein Potenzial hin untersucht, Folgeschäden nach Ischämie zu begrenzen, wie Schlaganfall oder akutes Hirntrauma, und seine mögliche Auswirkung auf die Kognition.

### Herz-Kreislauf-Erkrankungen
In Frankreich wurde Anfang der 1990er postuliert, dass der vergleichsweise hohe Konsum von Rotwein einen kardioprotektiven Effekt habe (Französisches Paradox). Hierbei sollte das im Rotwein vorkommende Resveratrol eine zentrale Rolle spielen. Später wurde dies relativiert: Anstatt Resveratrol soll Catechin oder der Alkohol selbst für die kardioprotektiven Gesundheitseffekte verantwortlich sein.
Es gibt bislang keine ausreichenden Belege für eine Wirkung von Resveratrol bei Herz-Kreislauf-Erkrankungen. So zeigten Metaanalysen von 2014 und 2018 keine signifikanten Effekte auf den systolischen oder diastolischen Blutdruck (eine Teilanalyse der letzteren ergab einen systolischen Druckabfall von 2 mmHg nur durch Resveratroldosen von 300 mg pro Tag und nur bei diabetischen Menschen). Resveratrol hat keinen Einfluss auf die Blutfettwerte.

### Diabetes
Ein Cochrane-Review von 2020 ergab, dass der Forschungsstand für einen erfolgreichen Einsatz von Resveratrol zur Behandlung von Diabetes mellitus Typ 2 nicht ausreicht. Es bedarf an adäquat randomisierten kontrollierten klinischen Prüfungen mit langfristigen Nachbeobachtungszeiträumen.

### Metabolisches Syndrom
Es gibt keine ausreichenden Nachweise für einen Einfluss Resveratrols auf das metabolische Syndrom.

## Nebenwirkungen
In einer klinischen Studie zur Alzheimer-Krankheit und Resveratrol waren die häufigsten Nebenwirkungen Durchfall, Gewichtsverlust und Übelkeit. In einer Studie zu Blutdruck und Resveratrol wurde eine verstärkte Darmperistaltik und weicher Stuhl beschrieben, sowie bei einer Person ein juckender Ausschlag.

## Handel
Mittlerweile kann man Resveratrol-Präparate in den USA als Nahrungsergänzungsmittel (NEM) im freien Verkauf erwerben. Auch in Deutschland werden inzwischen Resveratrol-Präparate, meist aus Weintraubenextrakt, produziert und zum Kauf angeboten. Der Pharmakonzern GlaxoSmithKline kaufte für 720 Millionen US-Dollar die auf die Herstellung von Resveratrol und andere Wirkstoffe aus dem Anti-Aging-Bereich spezialisierte Biotechfirma Sirtris. Doch die Hoffnungen erfüllten sich nicht, so dass der Konzern sein Engagement rund um Resveratrol 2011 beendete.
Beworben werden NEMs mit Resveratrol mit sehr vielen unterschiedlichen Eigenschaften (starke Antioxidantien, zur Gewichtsreduktion, lebensverlängernd, gegen Diabetes, Herz-Kreislauf-Erkrankungen oder Falten im Alter). Solche Gesundheitsaussagen sind nicht ausreichend belegt und dürfen in der EU nicht verwendet werden – krankheitsbezogene Werbung (Health Claims) ist für NEMs grundsätzlich verboten.
In Europa ist seit 2016 synthetisch aus japanischem Staudenknöterich gewonnenes trans-Resveratrol erhältlich oder mikrobiell hergestellt als Novel Food in Form von NEM zugelassen. Hierbei dürfen maximal 150 mg pro Tag dosiert werden. Zudem muss der Hinweis enthalten sein, dass das Erzeugnis bei der Einnahme von Arzneimitteln nur unter ärztlicher Aufsicht verzehrt werden sollte.
Chinesische Wissenschaftler haben durch Einschleusung eines zusätzlichen Gens der Stilbensynthase eine Rebsorte entwickelt, die sechsmal so viel Resveratrol in den Rotwein-Trauben aufweist wie die Ausgangssorte. Zudem kann das Gen in andere Pflanzen eingeschleust werden, die dann Resveratrol produzieren. Dies wurde versuchsweise bei Silber-Pappeln (Populus alba) erfolgreich durchgeführt.